# Gphoto

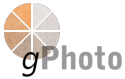
Logo

Gphoto, i marknadsföringssyfte skrivet gPhoto, är en uppsättning programapplikationer och bibliotek som används i digital fotografi. Gphoto stöder inte bara nedladdning av bilder från kameror, utan kan också fjärrstyra zoom, exponeringsutlösning, bildtagning med mera samt ändra konfiguration. Vilka funktioner som kan fjärrstyras beror på stödet för den specifika kameramodellen. Generellt sett kan man säga att ju fler utvecklare som har den specifika modellen och desto lättare det är att kartlägga funktionen desto bättre stöd finns.
Programpaketet är släppt under licensen "GNU Lesser General Public License".  Gphoto är fri mjukvara dvs fri att kopiera och ändra.